# Wynne, Arkansas
Wynne är en stad (city) i Cross County, i delstaten Arkansas, USA. Enligt United States Census Bureau har staden en folkmängd på 8 328 invånare (2011) och en landarea på 23 km². Wynne är huvudort i Cross County.